# Оукланд Трибюн
Оукланд Трибюн (The Oakland Tribune) е всекидневник в Съединените американски щати.
Излиза в град Оукланд, щата Калифорния, в Района на Санфранцисканския залив, обслужващ предимно Източния залив на района.
Основан е през 1874 г. от Джордж Станфорд и Бенет Дюс. Носител е на наградата „Пулицър“ за фотографии за последиците от земетресението в Лома Приета през 1989 г.
„Оукланд Трибюн“ е сред 3-те основни вестника в Района на Сан Франциско с всекидневен тираж от 68 601 броя и неделен тираж от 64 865 броя.